# Матьє Гурден
Матьє Гурден (4 травня 1974 , Вернон ) — французький фехтувальник на шаблях, дворазовий срібний призер Олімпійських ігор 2000 року, чемпіон світу та Європи.

## Виступи на Олімпіадах
| Олімпіада   | Дисципліна          | Місце |
| ----------- | ------------------- | ----- |
| Сідней 2000 | індивідуальна шабля | 2     |
| Сідней 2000 | командна шабля      | 2     |